# Serrodes caesia
Serrodes caesia là một loài bướm đêm trong họ Erebidae.